# Kōji Yusa
Kōji Yusa (遊佐 浩二?, Yusa Kōji; Osaka, 12 agosto 1968) è un doppiatore giapponese.

## Doppiaggio

### Anime
- After War Gundam X (Demā Guraifu)
- AM Driver (Scene Pierce)
- Angel Links (Nikora)
- Baki the Grappler (Gaia Nomura)
- Banner of the Stars (Larnia)
- Battle B-Daman (Bodyguard)
- Black Jack (Dottore)
- Bleach (Gin Ichimaru)
- Blood+ (Gudolf, Archer Research Aide)
- Blue Exorcist (Renzō Shima)
- Bonobono (Nan Nan)
- Boogiepop Phantom (Takashi)
- Chaotic (Codemaster Crellan)
- Chrome Shelled Regios (Roy Entorio)
- Claymore (Isley)
- Crest of the Stars (Larnia)
- Dai-Guard (Makise)
- Dazzle (Jenfūpu)
- Dennō Coil (Sōsuke)
- Doraemon (Man)
- DT Eightron (Beruku)
- Eden of the East (Jintarō Tsuji)
- Ergo Proxy (Vincent Law)
- Eyeshield 21 (Rui Habashira, Shigeru Miyake, Simon)
- Fate/Apocrypha (Karna)
- Fighting Spirit (Test student)
- Full Metal Panic! The Second Raid (Tony)
- Ginga Legend Weed (Buruge)
- Gintama (Ayumi Tōjō)
- Goshūshō-sama Ninomiya-kun (Tasuku Okushiro)
- Hanamaru Kindergarten (Hanamaru Sensei)
- Hikaru no Go (Michio Shira, Kyōhei Katagiri)
- Hungry Heart: Wild Striker (Haruki Ōmura, Minoru Fujimori, Koboku, others)
- Ikki Tousen Dragon Destiny (Zuo Ci, Xu Huang)
- Initial D Second Stage (Thunders, others)
- Karneval (Tsukitachi)
- Koutetsu Sangokushi (Zhuge Jin, Gorotsuki)
- Kuroshitsuji (Lau)
- Les Misérables: Shōjo Cosette (Montparnasse)
- Lost Universe (Aku Gaki)
- Mahō tsukai Pretty Cure! (Batty)
- MapleStory (Aroaro)
- Nana (Nishimoto)
- Marginal Prince (Enju)
- Night Head Genesis (Kamiyashi)
- Norn9 (Itsuki Kagami)
- Overlord (Brain Unglaus)
- Papuwa (Gionkamen Arashiyama, Kimura, Nagara River Cormorant)
- Persona -trinity soul- (Kiyofumi Nagai)
- Pokémon (Yūji, Mitsuji)
- Ranking of Kings (Oken)
- Saiunkoku Monogatari (Doushu)
- Shijō Saikyō no Deshi Kenichi (Ikeshita)
- Shima Shima Tora no Shimajirō (Caster)
- Shura no Toki - Age of Chaos (Takato Mutsu, Asanosuke, Tōkichi)
- Slayers (Guardia)
- Sonic X (Shadow the Hedgehog)
- SoulTaker (Operatore)
- Special A (Aoi Ogata)
- Star Ocean: The Second Story (Keith)
- The Story of Saiunkoku (Hanasana)
- The Seven Deadly Sins (Grayroad)
- The World of Narue (Shimada)
- Transformers: Armada (Demolishor, Thrust)
- Transformers: Energon (Ironhide/Irontread, Wing Dagger/Wing Saber)
- Trapped in a Dating Sim: The World of Otome Games Is Tough for Mobs (Chris Fia Arclight)[1]
- Umineko no naku koro ni (Amakusa Juuza)
- Undead Unluck (Nico Vorgeil)
- Uta no Prince-sama (Ryuuya Hyuuga)
- Yakitate!! Japan (Edward Kaiser)
- Yakuza Fiancé (Shoma Toriashi)[2]
- Yes! Pretty Cure 5 (Conte Rosett)
- Yu-Gi-Oh! GX (Fubuki Tenjōin)
- Zettai karen children (Kyōsuke Hyobu)
- Courtesy of ZKC - THE UNLIMITED: Hyobu Kyōsuke (Kyōsuke Hyobu)

### OAV
- Bleach: The Sealed Sword Frenzy (Gin Ichimaru)
- Dogs: Bullets & Carnage (Ian)
- Hunter × Hunter G I Final (Bara)
- Initial D Extra Stage Impact Blue (Nogami)
- Il principe del tennis: The National Tournament Semifinals (Osamu Watanabe)

### Film animati
- Sand Land (Pike)

### Videogiochi
- Bleach: Shattered Blade (Gin Ichimaru)
- Bleach: Soul Resurrección (Gin Ichimaru)
- Fate/Extra CCC (Lancer/Karna)
- Fate/Grand Order (Lancer/Karna, Berserker/Sakata Kintoki)
- Fate/Extella: The Umbral Star (Lancer/Karna)
- Fate/Extella Link (Lancer/Karna)
- Genshin Impact (Baizhu)
- JoJo's Bizarre Adventure: All Star Battle (Noriaki Kakyoin)
- Majikoi! R (Touma Aoi)
- Mario & Sonic ai giochi olimpici (Shadow the Hedgehog)
- Mario & Sonic ai giochi olimpici invernali (Shadow the Hedgehog)
- Mario & Sonic ai giochi olimpici di Londra 2012 (Shadow the Hedgehog)
- Mario & Sonic ai giochi olimpici invernali di Sochi 2014 (Shadow the Hedgehog)
- Mario & Sonic ai giochi olimpici di Rio 2016 (Shadow the Hedgehog)
- Mario & Sonic ai giochi olimpici di Tokyo 2020 (Shadow the Hedgehog)
- Nier (Nier)
- Nier Replicant ver.1.22474487139... (Nier)
- Nier Re[in]carnation (Nier)
- No More Heroes: Heroes' Paradise (Harvey Moiseiwitsch Volodarskii)
- Norn9 (Itsuki Kagami)
- Pokémon Masters EX (Acromio)
- Rogue Galaxy (Gale Dorban)
- Shin Megami Tensei III: Nocturne HD Remaster (Sakahagi)
- SINoALICE (Nier)
- Sonic Adventure 2 (Shadow the Hedgehog)
- Sonic Battle (Shadow the Hedgehog)
- Sonic Heroes (Shadow the Hedgehog)
- Shadow the Hedgehog (videogioco) (Shadow the Hedgehog)
- Sonic Riders (Shadow the Hedgehog)
- Sonic the Hedgehog (videogioco 2006) (Shadow the Hedgehog)
- Sonic e gli Anelli Segreti (Shadow the Hedgehog)
- Sonic Riders: Zero Gravity (Shadow the Hedgehog)
- Sonic e il Cavaliere Nero (Sir Lancillotto)
- Sonic Colours (Shadow the Hedgehog)
- Sonic Free Riders (Shadow the Hedgehog)
- Sonic Generations (Shadow the Hedgehog)
- Sonic & All-Stars Racing Transformed (Shadow the Hedgehog)
- Sonic Boom: Frammenti di cristallo (Shadow the Hedgehog)
- Sonic Boom: L'ascesa di Lyric (Shadow the Hedgehog)
- Sonic Forces (Shadow the Hedgehog)
- Sonic x Shadow Generations (Shadow the Hedgehog)
- Summon Night 5 (Ghift (adulto))
- Super Robot Wars OG: Original Generations (Cuervo Cero)
- Super Smash Bros. Brawl (Shadow the Hedgehog)
- Super Smash Bros. per Nintendo 3DS e Wii U (Shadow the Hedgehog)
- Super Smash Bros. Ultimate (Shadow the Hedgehog)
- Tales of Xillia 2 (Rideaux)
- Tales of Hearts R (Chloroseraph)
- Team Sonic Racing (Shadow the Hedgehog)
- The Witch and the Hundred Knight (Arlecchino)

### Altri ruoli
- Atomic Twister (Potter)
- X-Men 2 (Iceman)
- The Beach (Étienne)
- Jason X (Waylander)
- Showtime (Charlie Hertz)
- Il dottor Dolittle 2 (Camaleonte)
- Batman Begins (Dottor Jonathan Crane/ Spaventapasseri)
- Fight Club (The Mechanic)
- Kamen Rider Den-O (Urataros, Newt Imagin)
- Kamen Rider Decade (Urataros, Newt Imagin)
- Power Rangers Turbo (Elgar, Phantom Ranger)
- Power Rangers in Space (Elgar, Phantom Ranger, Psycho Blue)
- Power Rangers: Lost Galaxy (Chameliac, Psycho Blue)